# Coen van Veenhuijsen
Coenraad „Coen“ van Veenhuijsen (* 28. Juli 1886 in Deventer; † 8. Dezember 1977 in Haarlemmermeer) war ein niederländischer Stabhochspringer.

## Karriere
Van Veenhuijsen nahm an den Olympischen Spielen 1908 in London teil. Hier erreichte er im Stabhochsprung mit einer Höhe von 2,89 m den vierzehnten Rang. 1911 verbesserte er den niederländischen Rekord auf 3,12 m. Im Jahr 1913 gewann er die nationale Meisterschaft mit einer Höhe von 3,07 m – zu diesem Zeitpunkt war er Mitglied des Vereins A.A.C. De Spartaan.